# Sierramadregors
De sierramadregors (Xenospiza baileyi) is een zangvogel uit de familie van de Amerikaanse gorzen. De vogel werd in 1931 door   Outram Bangs geldig beschreven. Het is een endemische, bedreigde vogelsoort uit Midden- Mexico.

## Kenmerken
De vogel is 12 cm lang. De vogel is van boven licht roodbruin met zwarte streepjes. De vleugelveren zijn donkerbruin met roodbruine randen. De nek is grijsbruin en de kruin is zwart met bruine streepjes, daaronder een grijze wenkbrauwstreep en daaronder bruinig gestreepte wangen. Verder een kleine donkere snorstreep, dan een brede, licht roodbruine mondstreep begrensd door een smalle donkere baardstreep. De snavel is geelachtig. De borst en buik zijn vuilwit met zwarte streepjes.

## Verspreiding en leefgebied
Deze soort komt alleen voor in Mexico in de deelstaten Durango en Morelos en vroeger ook op een paar plaatsen in het noorden van Jalisco. De leefgebieden zijn montane weidegebieden met een bepaald soort gras, dat grote pollen vormt op hoogten tussen de 2800 en 3000 meter boven zeeniveau, maar ook wel op lagere hoogten.

## Status
De sierramadregors heeft een versnipperd verspreidingsgebied en daardoor is de kans op uitsterven aanwezig. De grootte van de populatie werd in 2016 door BirdLife International geschat op 1,3 tot 10 duizend volwassen individuen en de populatie-aantallen nemen af door habitatverlies. Het leefgebied wordt aangetast door het afbranden van deze grasvlakten om ze geschikt te maken voor intensieve begrazing of voor graanteelt of bosbouw. Om deze redenen staat deze soort als bedreigd op de Rode Lijst van de IUCN.